# 浅井一毫
浅井 一毫（あさい いちごう、天保7年（1836年）‐ 大正5年（1916年）12月）は、幕末から大正時代にかけて活躍した九谷焼の陶工である。竹内吟秋は実兄。幼名は幸八。

## 経歴・人物
加賀大聖寺藩士の浅井長右衛門の次男として生まれる。
初め絵画を兄と共に谷文晁の弟子である小島春晁に学ぶ。嘉永2年（1849年）に江沼郡山代にある宮本屋窯で飯田屋八郎右衛門に学び、赤絵を習得した。その後、大聖寺藩主の前田利鬯より相鮮亭一毫の号を賜った。明治維新後に、永楽和全や久谷本窯の改良に携わり、明治12年（1879年）に創立された久谷陶器会社の画工部長に就任した。
2年後の明治14年（1881年）に独立した。